# Ouzoud
Ouzoud (Berbers: ⵉⵎⵎⵓⵣⴻⵔ ⵏ ⵡⵓⵥⵓⴹ; Immuzar n Wouzoud) is een Marokkaans dorp in het Atlasgebergte. Ouzoud is vernoemd naar de bekendste watervallen van Marokko. De watervallen zijn ongeveer 110 meter hoog.

## Toerisme
In Ouzoud zijn verschillende hotels en campings te vinden, maar Ouzoud wordt vooral door dagjesmensen aangedaan, vandaar dat bij de watervallen verschillende eetgelegenheden gevestigd zijn.
De watervallen zijn vooral in de lente spectaculair, als de waterhoeveelheid nog groot is door het smeltwater uit de bergen.
Verder zijn er nog het pittoreske dorpje Tanagmelt, de bron van de rivier en de kloof van de rivier Abid te vinden.